# Anoplophora mamaua
Anoplophora mamaua är en skalbaggsart som beskrevs av Schultze 1923. Anoplophora mamaua ingår i släktet Anoplophora och familjen långhorningar.
Artens utbredningsområde är Filippinerna. Inga underarter finns listade i Catalogue of Life.